# ستيفن أوبراين
ستيفن أوبراين (بالإنجليزية: Stephen O'Brien) هو سياسي بريطاني، ولد في 1 أبريل 1957 في تنزانيا. حزبياً، نشط في حزب المحافظين.

## مناصب
- في الانتخابات الفرعية في مجلس العموم البريطاني [الإنجليزية]‏، انتخب عضو البرلمان الثاني والخمسون للمملكة المتحدة عن دائرة إيديسبوري وقد انضم خلال فترته النيابية ‏ (22 يوليو 1999 – 14 مايو 2001) للكتلة البرلمانية حزب المحافظين.
- في الانتخابات العامة في المملكة المتحدة 2001، انتخب عضو برلمان المملكة المتحدة الـ53 عن دائرة إيديسبوري وقد انضم خلال فترته النيابية ‏ (7 يونيو 2001 – 11 أبريل 2005) للكتلة البرلمانية حزب المحافظين.
- في الانتخابات العامة في المملكة المتحدة 2005، انتخب عضو برلمان المملكة المتحدة الـ54 عن دائرة إيديسبوري وقد انضم خلال فترته النيابية ‏ (5 مايو 2005 – 12 أبريل 2010) للكتلة البرلمانية حزب المحافظين.
- في انتخابات المملكة المتحدة لعام 2010، انتخب عضو برلمان المملكة المتحدة الـ55 عن دائرة إيديسبوري وقد انضم خلال فترته النيابية ‏ (6 مايو 2010 – 30 مارس 2015) للكتلة البرلمانية حزب المحافظين.
- انتخب عضو مجلس الشورى البريطاني.
- انتخب وزير ظل الدولة لشؤون الأعمال والابتكار والمهارات [الإنجليزية]‏ (11 نوفمبر 2003 – 6 مايو 2005).
- انتخب وكيل الأمين العام للشؤون الإنسانية ومنسق الإغاثة في حالات الطوارئ (29 مايو 2015 – ).
- انتخب وزارة التنمية الدولية (المملكة المتحدة) (6 مايو 2010 – 4 سبتمبر 2012).

## معرض صور

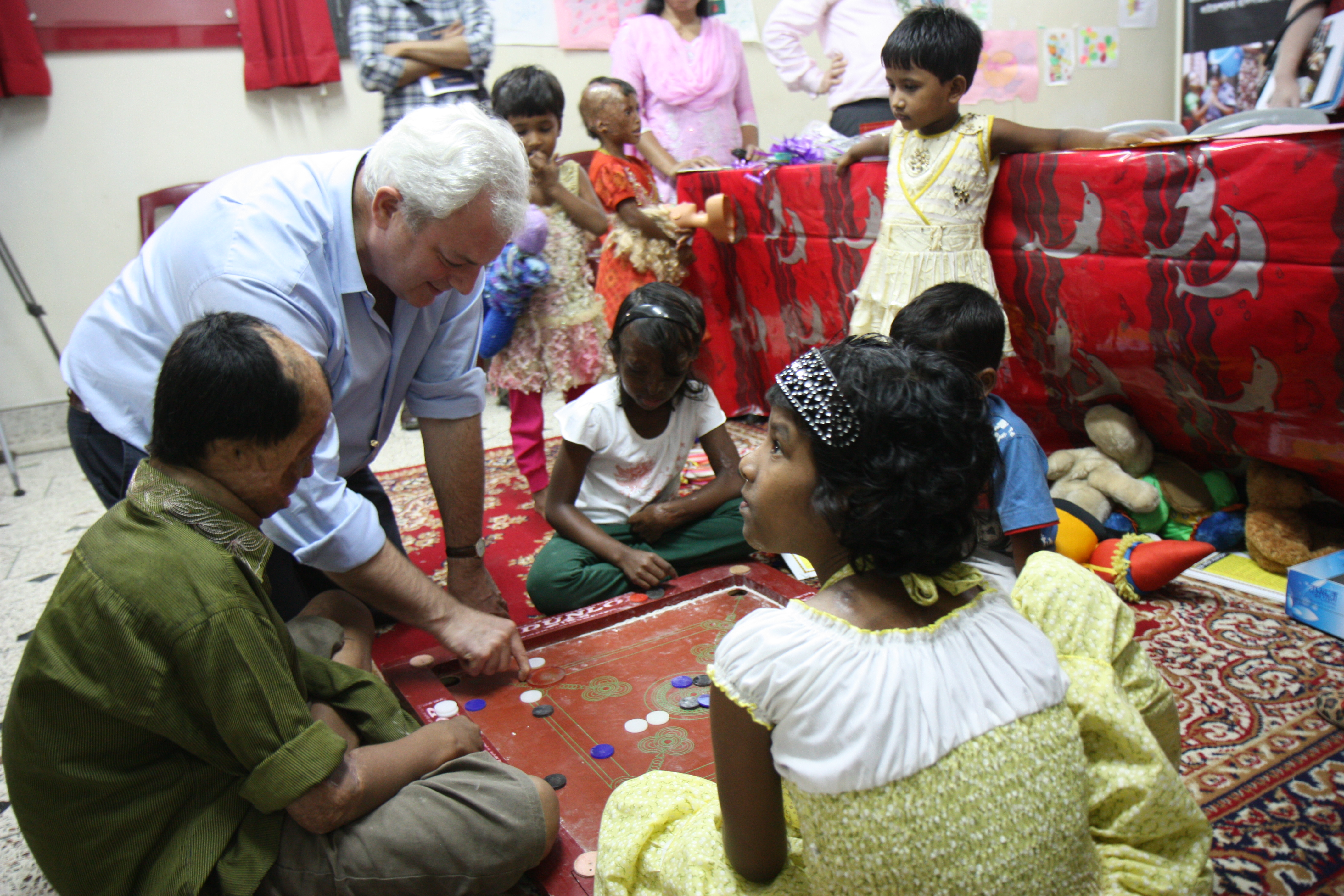
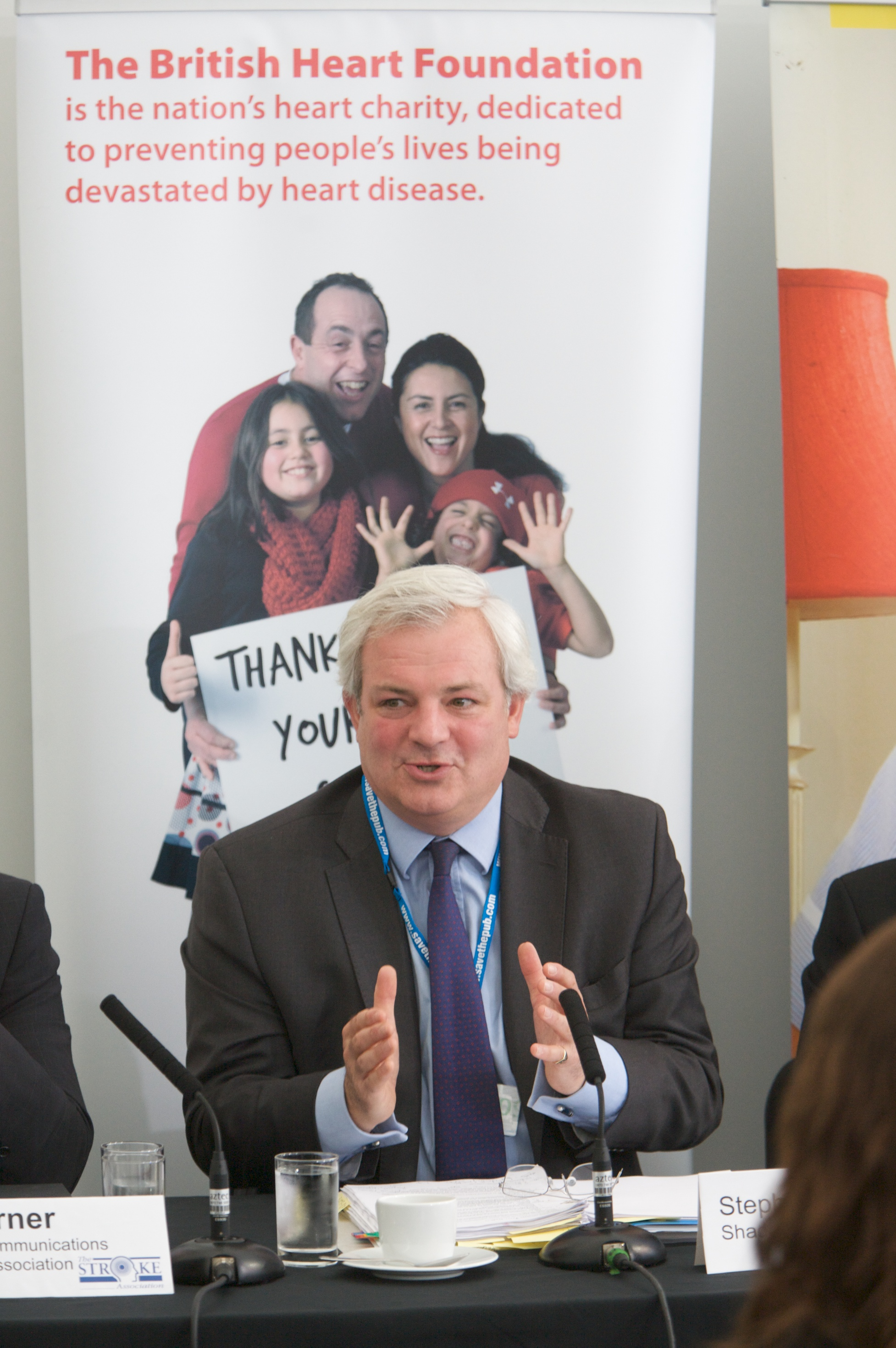
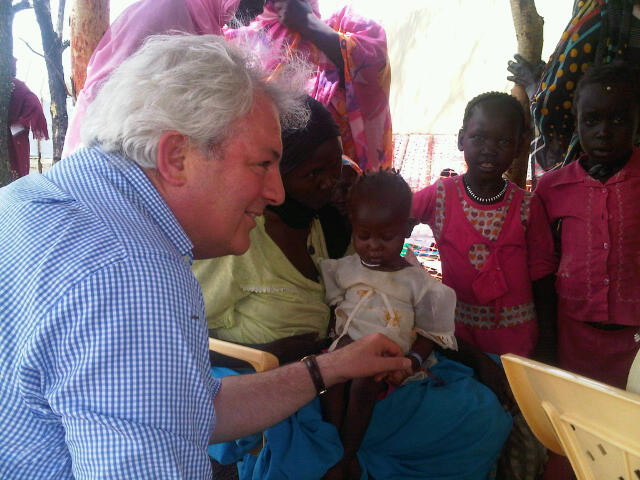

## وصلات خارجية
- الموقع الرسمي